# Prunelart
Prunelart (auch Prunelard genannt) ist eine fast ausgestorbene Rotweinsorte aus Frankreich. Eher kleintraubig, ergibt sie kräftige und körperreiche Rotweine. Sie wird nur auf 10 Hektar in der Weinbauregion Sud-Ouest in Frankreich angebaut. In der Vergangenheit wurde sie häufig mit der Sorte Malbec verwechselt und hatte einen hervorragenden Ruf. Olivier de Serres beschrieb die Rebsorte bereits im 16. Jahrhundert.
Im Jahr 2009 wurde die direkte Verwandtschaft zum Malbec festgestellt. Die nahezu ausgestorbene Rebsorte Magdeleine Noire des Charentes sowie die Sorte Prunelart sind die Eltern des Malbec.
Seit 2004 gibt es Initiativen, den Prunelart wieder zur zugelassenen Sorte für den Wein von Gaillac zu erklären.

## Ampelographische Sortenmerkmale

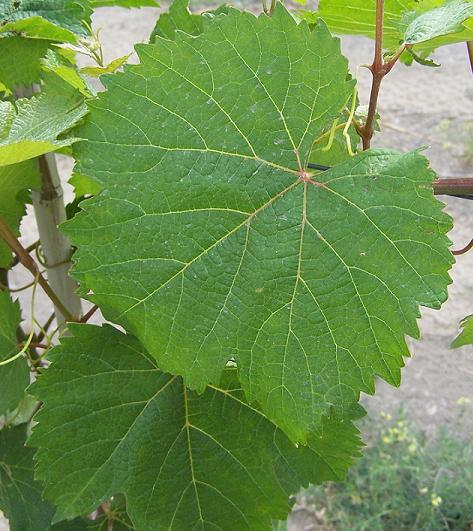
Das Blatt des Prunelard ist ähnlich wie jenes des Malbec nur schwach dreilappig gebuchtet

In der Ampelographie wird der Habitus folgendermaßen beschrieben:
- Die Triebspitze ist offen. Sie ist weißlich-wollig behaart, mit leicht karminrotem Anflug. Die Jungblätter sind anfangs dichtwollig behaart um danach nur noch leichtwollig behaart zu sein. Die Jungblätter sind bronzefarben gefleckt (Anthocyanflecken).
- Die mittelgroßen Blätter sind rundlich (siehe auch den Artikel Blattform) und dabei breiter als lang, meist ganz oder nur schwach dreilappig gebuchtet. Die Stielbucht ist V-förmig geschlossen. Das Blatt ist stumpf gezahnt. Die Zähne sind im Vergleich der Rebsorten mittelgroß und enggesetzt. Die Blattoberfläche (auch Spreite genannt) ist nur leicht blasig derb und fühlt sich weich an.
- Die kleine bis mittelgroße Traube ist walzenförmig und dichtbeerig. Die rundlichen Beeren sind mittelgroß und von blau-schwarzer Farbe.

Es handelt sich um eine weinbaulich eher schwierige Rebsorte. Sie ist mäßig anfällig gegen den Echten Mehltau, aber anfällig gegen den Falschen Mehltau und die Grauschimmelfäule.
Siehe auch den Artikel Weinbau in Frankreich sowie die Liste von Rebsorten.